# چاه دیهیمی
چاه دیهیمی یک منطقهٔ مسکونی در ایران است که در دهستان فهرج (یزد) واقع شده‌است.